# Radboud Herman Schele
Radboud Herman Schele (Rabo Scheele) (Borne, 1622-1662), Heer van Welbergen en Vennebrugge, Drost van IJselmuiden was een geleerde en staatsman.
Rabo H. Schele werd geboren op Weleveld, zoon van Sweder II Scheele van Weleveld en Anna Brawe ten Campe-Dijkhuis uit een tweede huwelijk. Hij heeft in de zeventiende eeuw een aantal belangrijke boeken geschreven over politiek gevoelige onderwerpen in die tijd, zoals over de algemene vrijheid (Libertas publica). Ook heeft hij enige tijd gewerkt voor het hof van Toscane. Er is in Hertme een Twentse pleisterplaats met zijn naam Rabo Scheele, waar meer over zijn geschiedenis is te vinden.
- Bibliothèque nationale de France: cb10729813h (data)
- Biografisch Portaal: 18340710
- Gemeinsame Normdatei: 130527947
- International Standard Name Identifier: 0000 0000 7325 8900
- Library of Congress Control Number: n85049375
- Nederlandse Thesaurus van Auteursnamen: 069926190
- Istituto Centrale per il Catalogo Unico: BVEV076973
- Système universitaire de documentation: 080640559
- Virtual International Authority File: 4921640
- WorldCat: E39PBJkhFJWkxCFhR3h9JDXyBP